# Michael McCaul

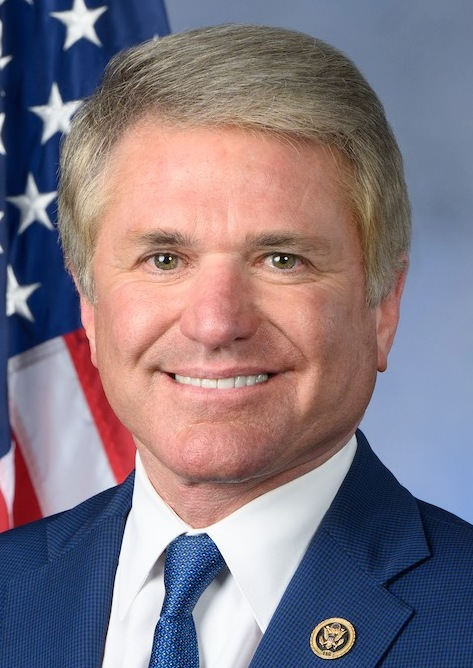
Michael McCaul (2023)

Michael Thomas McCaul (* 14. Januar 1962 in Dallas, Texas) ist ein US-amerikanischer Politiker. Seit 2005 vertritt er den Bundesstaat Texas im US-Repräsentantenhaus. McCaul wurde 2023 Vorsitzender des United States House Committee on Foreign Affairs des 118. Kongresses.

## Werdegang
Michael McCaul studierte bis 1984 an der Trinity University in San Antonio das Fach Geschichte. Nach einem anschließenden Jurastudium an der Saint Mary’s University, ebenfalls in San Antonio, und seiner im Jahr 1987 erfolgten Zulassung als Rechtsanwalt begann er in seinem neuen Beruf zu arbeiten. Von 1998 bis 2002 war er stellvertretender Attorney General in Texas.

## Politik
Politisch schloss sich McCaul der Republikanischen Partei an. Bei den Kongresswahlen des Jahres 2004 wurde er im zehnten Wahlbezirk von Texas in das US-Repräsentantenhaus in Washington, D.C. gewählt, wo er am 3. Januar 2005 die Nachfolge des Demokraten Lloyd Doggett antrat, der in den 25. Distrikt wechselte. Da er bei allen folgenden Wahlen wiedergewählt wurde, kann er sein Mandat bis heute ausüben. Nach den Zwischenwahlen 2020 trat er seine neunte Amtszeit an. Im 118. Kongress der Vereinigten Staaten war Michael McCaul Vorsitzender des Auswärtigen Ausschusses. Zuvor war er Mitglied im Ethikausschuss, im Ausschuss für innere Sicherheit und dem Ausschuss für Wissenschaft, Raumfahrt und Technologie sowie in insgesamt sieben Unterausschüssen. Außerdem gehört er vier Congressional Caucuses an.
Bei der Vorwahl zur Kongresswahl 2024 setzte McCaul sich mit 72,1 % gegen Jared Lovelace durch. Im November wurde er bei der Wahl zum 119. Kongress gegen die Demokratin Theresa Boisseau mit 63,6 % wiedergewählt.

## Positionen
Nach dem Anschlag auf den Boston-Marathon warf McCaul dem Präsidenten Barack Obama Versagen vor und meinte, der Anschlag hätte womöglich verhindert werden können. Er kritisierte mehrmals Obamas Außenpolitik. So meinte er: „Die Politik des Präsidenten signalisiert eine Kapitulation vor der Bedrohung durch Al-Kaida“. Ebenso wie die Demokratin Loretta Sanchez lehnte McCaul 2013 einen Militärschlag gegen Syrien ab.
Auf der Münchner Sicherheitskonferenz 2023 erörterte er mit der Exekutivdirektorin von Unicef und dem pakistanischen Außenminister die Zukunft Afghanistans, eröffnete die Vorführung des Filmes Freedom on Fire und leitete anschließend eine Delegation republikanischer Abgeordneter nach Polen und in die Ukraine.
Er stimmte im Gegensatz zu vielen Parteifreunde aus Texas für die Zertifizierung des Ergebnisses der Wahl von Joe Biden. Er verurteilte zwar Donald Trump wegen des Sturms auf das Kapitol am 6. Januar 2021, stimmte im zweiten Amtsenthebungsverfahren gegen die Enthebung Donald Trumps. Es habe keine ausreichende Untersuchung und keine Anhörungen gegeben, so McCauls Begründung.

## Privates
Er ist mit der Tochter Lowry Mays’ verheiratet, dem Gründer des Medienunternehmers Clear Channel Communications. Die beiden haben fünf Kinder. Die Familie lebt privat in Austin. Durch die Familie seiner Frau gilt McCaul als einer der reichsten Kongressabgeordneten.